# Bouvron (Loira Atlàntic)

Localització de Bouvron

Bouvron (en bretó Bolvronn) és un municipi francès, situat a la regió de país del Loira, al departament de Loira Atlàntic, que històricament va formar part de la Bretanya. L'any 2006 tenia 2.575 habitants. Limita amb Quilly, Campbon, Savenay, Blain, Fay-de-Bretagne i Guenrouet.

## Demografia
| 1962                                       | 1968  | 1975  | 1982  | 1990  | 1999  |
| ------------------------------------------ | ----- | ----- | ----- | ----- | ----- |
| 2.278                                      | 2.285 | 2.295 | 2.334 | 2.402 | 2.411 |
| Des de 1962: població sense dobles comptes |       |       |       |       |       |

## Administració
| Període   | Identitat       | Partit        |
| --------- | --------------- | ------------- |
| 1965-1989 | Jean Hervy      |               |
| 1989-1991 | Geneviève Datin |               |
| 1991-2001 | Claude Mordel   |               |
| 2001-     | Marcel Verger   | Divers gauche |

## Galeria d'imatges

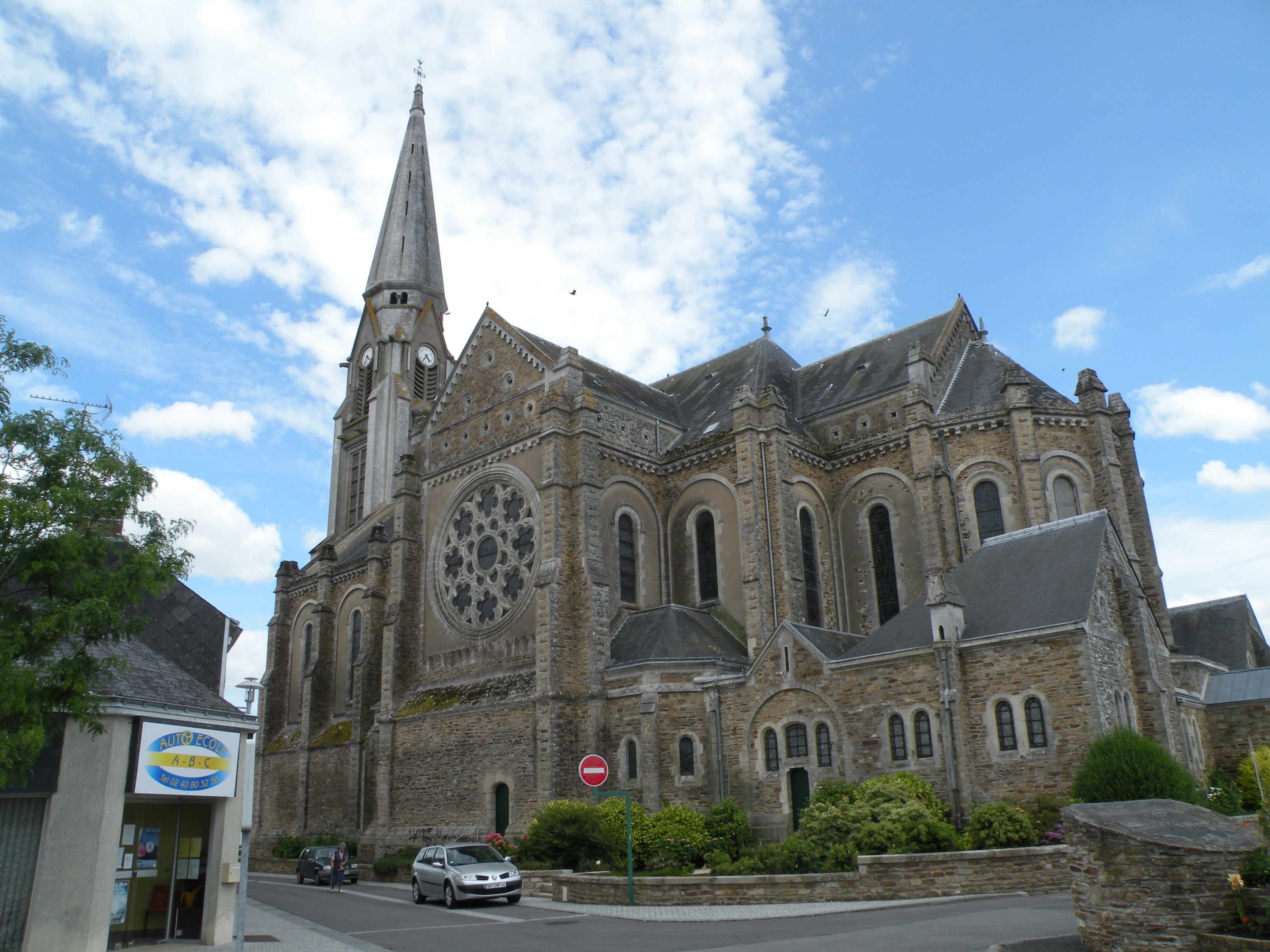
L'església
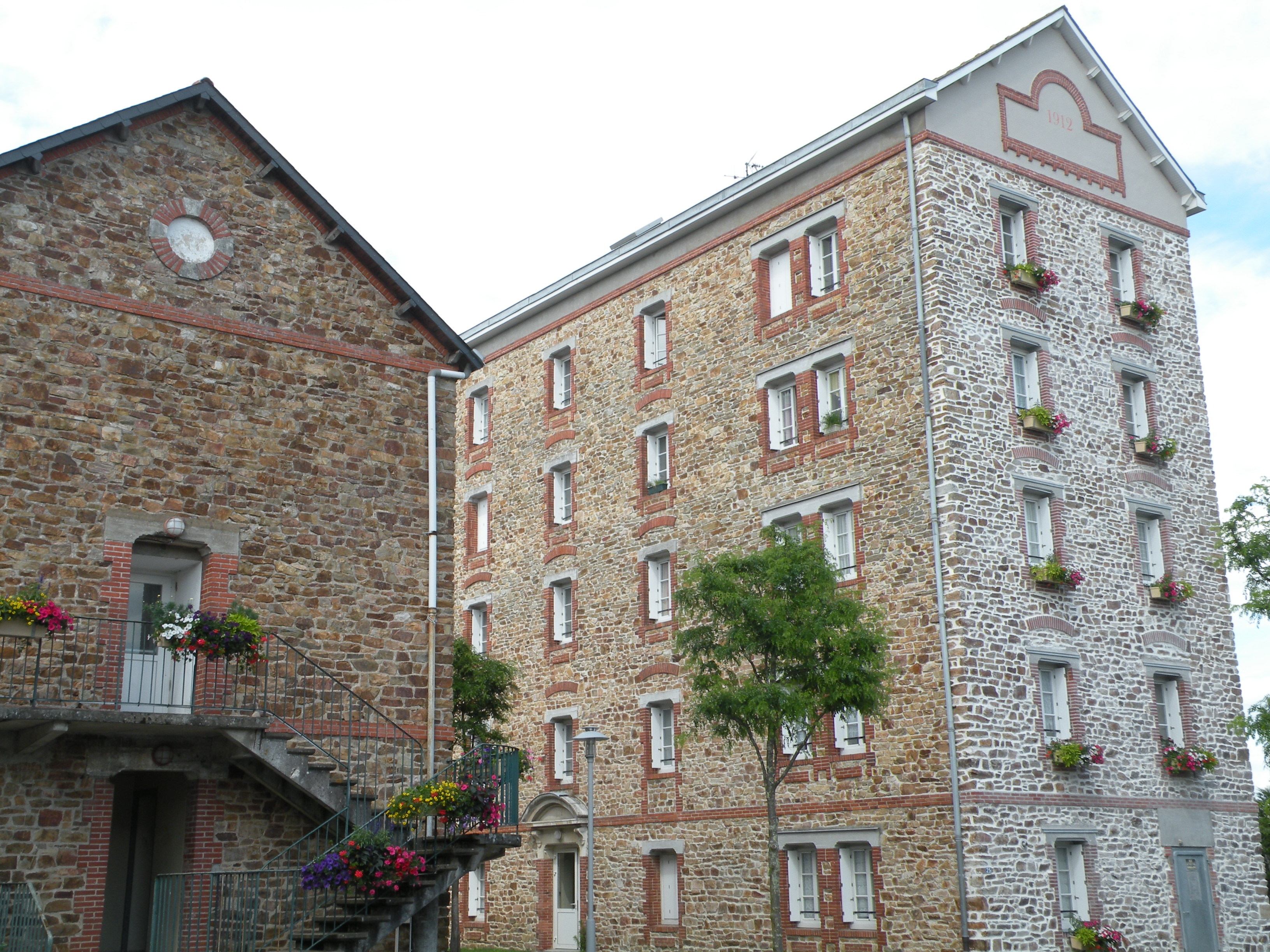
L'antic molí reconvertit en habitatge